# Leucania murcida
Leucania murcida är en fjärilsart som beskrevs av Hans Daniel Johan Wallengren 1875. Leucania murcida ingår i släktet Leucania och familjen nattflyn. Inga underarter finns listade i Catalogue of Life.